# Tazhuang, Fujian
Tazhuang (kinesiska: 塔庄) är en köping i sydöstra Kina. Den ligger i Minqing härad i provinshuvudstaden Fuzhou i provinsen Fujian, omkring 54 kilometer väster om centrala Fuzhou. Antalet invånare är 14 339. Befolkningen består av 7 105 kvinnor och 7 234 män. Barn under 15 år utgör 19,0 %, vuxna 15-64 år 67 %, och äldre över 65 år 13,0 %.